# Метропола
Метропола, ријетко метрополис, велики је град или конурбација који је значајан привредни, политички и културни центар за земљу или регион, као и важно чвориште за регионалне или међународне везе, трговину или комуникацију. Термин је грчког поријекла и значи „град мајка” колоније (у античком смислу), тј. град који је послао насељенике. Касније је термин генерализован у смислу града који се сматра одређеним центром активности или било ког великог, важног догађаја за земљу.
Велики град који припада већој урбаној агломерацији, али није срж те агломерације, не сматра се генерално метрополом, али њеним дијелом да. У Европи, Москва се данас сматра највећом метрополом која има 15 милиона становника, поред Лондона, који је то био некада. Њујорк је највећа метропола на северној хемисфери у Северној Америци. Урбани центри изван градских области који стварају сличну атракцију у мањем обиму за њихов регион сматрају се региополама, а термин је увео један њемачки професор 2006. године.

## Историја
У античком времену, метропола је означавала град или државу из које је колонија настала. Многи велики градови које су основала античке цивилизације сматрани су важним свјетским метрополама свога времена због њиховог великог број становништва и значаја. Неке од ових античких метропола су преживјеле до дан-данас и налазе се међу најстаријим стално насељеним градовима на свијету.
Према савременом критеријуму, Рим се сматра првом метрополом, која је имала милион становника током једне године и посједовала урбану културу која је укључивала и архитектонска остварења непревазиђена вијековима.

## Етимологија и савремена употреба
Метропола је ријеч грчког поријекла, настала је од ријечи μήτηρ, што значи мајка, и ријечи πόλις, која значи град. Ријеч и посткласичном латинском језику означавала главни град покрјине, сједиште владе и нарочито црквено сједиште метрополита или метрополитске столице коме су бискупи суфрагани били одговорни. Ова употреба изједначава покрајину са бископијом или бискупском столицом.
У савременој употреби ријеч се најчешће односи на метрополитанске области, скуп сусједних и међусобно повезаних градова окупљених око главног градског центра. У том смислу, метрополитански обично значи „простире се цијелом метрополом” (као „метрополитанска администрација”) или „надлежност метрополе” (као „метрополитански живот” као супротност „провинцијском” или „руралном”).

## Глобални град
Концепт глобалног града представља град који има директан и осјетан утицај на глобална питања кроз друштвено-економска средства. Термин је популаризован, због пораста глобализације (пр. глобални финансијски систем, комуникације и путовања). Глобализација и истраживачка мрежа свјетских градова покушала је да дефинише и категоризује глобални град путем финансијских критеријума. Студија је сврстала градове на основу пружања „напредних производних услуга” као што су рачуноводство, рекламирање, финансије и право. Попис идентификује три ниво свјетских градова и неколико поднивоа.
Метропола није нужно глобални град — или ако ипак јесте, можда неће бити међу највећим — због животног стандарда, развоја и инфраструктуре. Метропола која је и глобални град је глобална метропола.